# Adrian Gaxha
Adrian Gaxha (Escópia, 13 de fevereiro de 1984) é um cantor macedónia. Adrian Gaxha foi um dos representantes da Macedónia no Festival Eurovisão da Canção 2008.